# Wonder Boy (Computerspiel)
Wonder Boy (japanisch ワンダーボーイ) ist ein Videospiel, das 1986 von Sega für Arcade veröffentlicht wurde. Es ist der erste Teil der Wonder-Boy-Reihe. Nach der Erstveröffentlichung als Arcade-Automat wurde das Spiel auf diverse Plattformen portiert.

## Spielprinzip
Man steuert im Spiel den Charakter Tom-Tom. Ziel des Spiels ist es, Tom-Toms Freundin Tanya zu befreien, die von dem dunklen König (in der Game-Gear-Version als Drancon bekannt) entführt worden ist. Das Spiel besitzt neun Welten, die in vier Levels unterteilt sind. Im letzten der Level gibt es einen Bossgegner. Die Abschnitte unterschieden sich grafisch, indem z. B. Höhlen oder Waldlandschaften dargestellt wurden. Als Waffe benutzt Tom-Tom seine Steinaxt. Außerdem muss Tom-Tom ständig Lebensmittel einsammeln, da seine Gesundheitsanzeige sinkt. Im Spiel gibt es zahlreiche Gegner zu bekämpfen, darunter große Schnecken, Schlangen und Bienen. Außerdem verbirgt sich im Spiel Gegenständen wie einem Skateboard oder einer magischen Elfe, wo man kurzzeitig unverwundbar wird. In jeden Levels gibt es sechs Checkpoints. Wenn der Spieler eine Punktzahl 50.000 Punkte, 100.000 Punkte und 200.000 Punkte erreicht, erhält Tom-Tom ein zusätzliches Leben.

## Veröffentlichung
Das Spiel kam zuerst 1986 für Arcade raus. Später folgten Konvertierungen von Sega selbst für das SG-1000, Master System und den Game Gear (In den USA wurde diese Version Revenge of Drancon betitelt), während Activision die Entwicklung der Versionen für die Heimcomputer übernahm. Wonder Boy erschien hierbei für den C64, das ZX Spectrum und den Amstrad CPC. 2004 veröffentlichte Sega eine detailgetreue Umsetzung der Spielautomatenversion für Mobiltelefone.

## Rezeption

### Arcade
Wonder Boy war ein kommerzieller Erfolg in Spielhallen. In Japan listete Game Machine „Wonder Boy“ in der Ausgabe vom 15. Mai 1986 als fünft erfolgreichstes Arcade-Spiel seiner Zeit auf. Clare Edgeley von Computer and Video Games lobte das Spiel, für seine detaillierte, helle, farbenfrohe Grafik und das einfache, süchtig machende Gameplay. Kritik hat sie an der mangelnden Abwechslung geübt.

### Ports
Die C64-Version verfügt über die gleichen Grafiken wie die Amstrad-CPC-Version. Im Gegensatz zu den ZX-Spectrum- und Amstrad-Versionen verfügte das Spiel jedoch über ein reibungsloses horizontales Scrollen. Zzap bewertete das Spiel mit 52 %, kritisierte den schlechten Sound. IGN gab der Mobile-Version vom Spiel 7,1 von 10 Punkten.